# Оганес Даніелян
Оганес Даніелян (вірм. Հովհաննես Դանիելյան; нар. 3 січня 1974 – 8 серпня 2016) – вірменський шахіст, гросмейстер від 1999 року.

## Шахова кар'єра
У 1989 і 1990 роках взяв участь у фіналах чемпіонату СРСР серед юніорів. У 1992-1993 роках тричі представляв Вірменію на чемпіонаті світу серед юніорів, найбільшого успіху досягнувши 1992 року в Дуйсбурзі, де виграв звання чемпіона світу до 18 років (того ж року в Буенос-Айресі посів 4-те місце на чемпіонаті світу до 20 років). На перетині 1992 і 1993 років поділив 2-ге місце (позаду Олександра Оніщука, разом з Владіміром Георгієвим) на міжнародному турнірі серед юніорів у Галльсбергу, а 1993 року зіграв у Каннах матч з Елуа Реланжем, перемігши з рахунком 3½ – 2½, а також взяв участь у зональному турнірі (відбіркового циклу чемпіонату світу) в Протвіно, де посів 6-те місце серед 10 гравців. 1998 року переміг на турнірі за круговою системою в Москві, випередивши, зокрема, Євгена Наєра і Михайла Салтаєва.
Починаючи з 2000 року в турнірах під егідою ФІДЕ бере участь дуже рідко. 2003 року посів 2-ге місце в Москві (позаду Ханджара Одєєва), а в 2008 році поділив 3-тє місце в Мукачево (позаду Дармена Садвакасова і Ярослава Жеребуха, разом з Андрієм Вовком і Євгеном Васюковим).
Найвищий рейтинг Ело в кар'єрі мав станом на 1 квітня 2009 року, досягнувши 2530 очок займав тоді 13-те місце серед вірменських шахістів.